# Parantipathes
Parantipathes is een geslacht van neteldieren uit de klasse van de Anthozoa (bloemdieren).

## Soorten
- Parantipathes euantha (Pasternak, 1958)
- Parantipathes helicosticha Opresko, 1999
- Parantipathes hirondelle Molodtsova, 2006
- Parantipathes laricides van Pesch, 1914
- Parantipathes larix (Esper, 1788)
- Parantipathes tetrasticha (Pourtalès, 1868)
- Parantipathes wolffi Pasternak, 1977